# Гагра (футбольный клуб, Тбилиси)
«Га́гра» — грузинский футбольный клуб из города Тбилиси. Несмотря на своё название, не имеет прямого отношения к городу Гагра и республике Абхазия. Такое название получил по инициативе президента клуба, гражданина Грузии, родом из Абхазии. Клуб основан в 2004 году, домашние матчи проводит на стадионе «Амери», вмещающем 1 000 зрителей. В настоящий момент команда выступает в Эровнули лиге 2. В высшем дивизионе играла в сезонах 2008/09, 2009/10, 2011/12, снова участвует с сезона 2022. В сезоне 2010/11 команда выиграла Первую лигу и Кубок Грузии. В 2020 году во второй раз завоевала кубок страны.

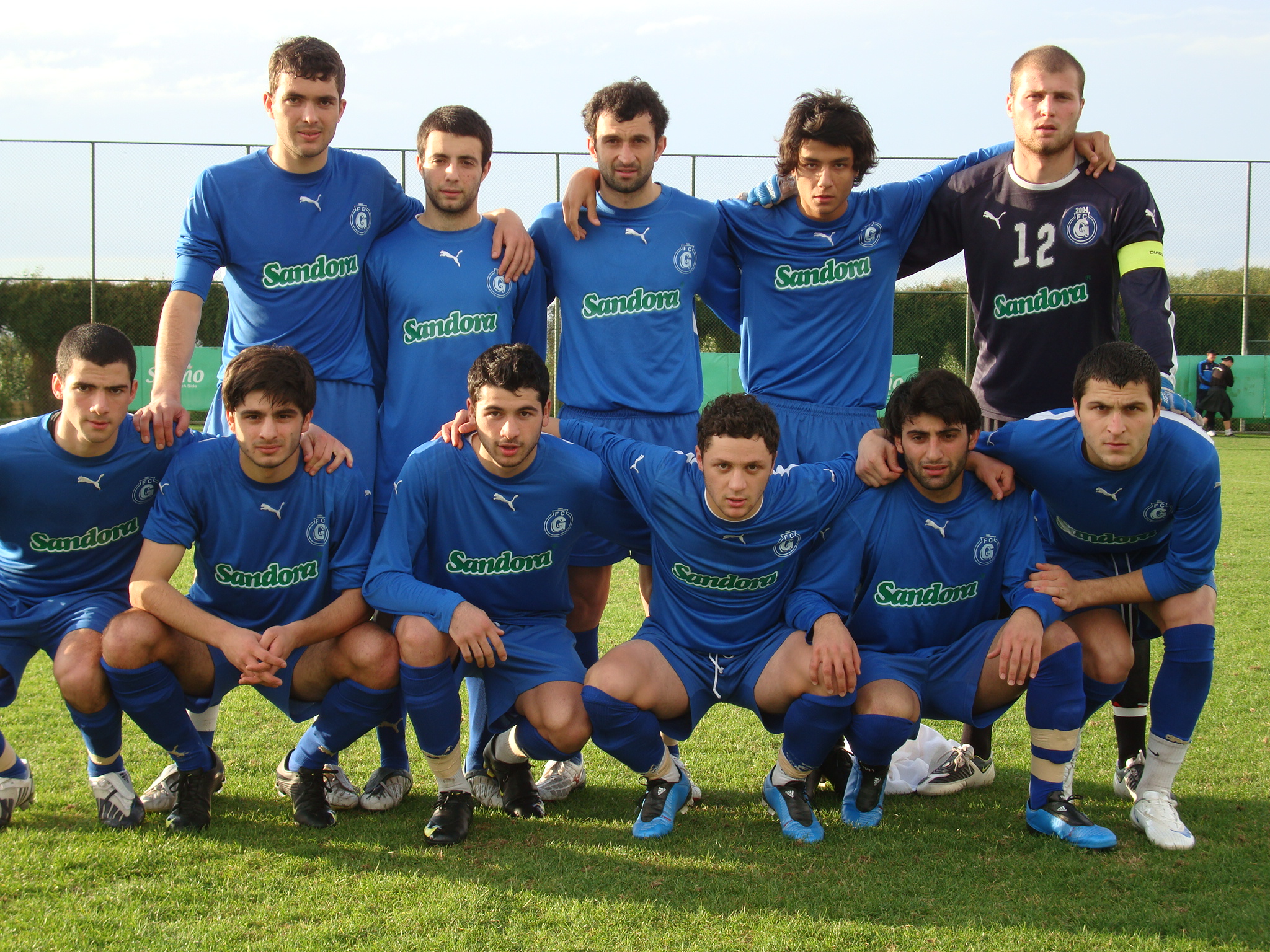
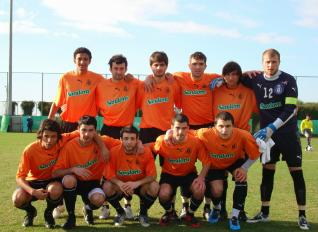

## Достижения
- Обладатель Кубка Грузии: 2010/11, 2020
- Победитель Первой лиги: 2007/08 («Восток»), 2010/11
- Серебряный призёр Первой лиги: 2016 («Красная группа»), 2021
- Бронзовый призёр Первой лиги: 2005/06, 2006/07, 2014/15, 2018, 2020

Примечания. В 2006, 2007, 2008, 2018 годах команда участвовала в стыковых матчах за выход в высший дивизион, в 2012 году — в переходном турнире.
В Первой лиге 2008/09, а также во Второй лиге 2012/13 и 2014/15 играла команда «Гагра-2».

## Участие в еврокубках
| Сезон   | Турнир                | Раунд                      | Соперник  | Дома | В гостях | Общий счёт |  |
| ------- | --------------------- | -------------------------- | --------- | ---- | -------- | ---------- |  |
| 2011/12 | Лига Европы УЕФА      | 2-й квалификационный раунд | Анортосис | 2:0  | 0:3      | 2:3        |  |
| 2021/22 | Лига конференций УЕФА | 1-й отборочный раунд       | Сутьеска  | 1:1  | 0:1      | 1:2        |  |